# Oldenlandia humidia
Oldenlandia humidia är en måreväxtart som beskrevs av Ined.. Oldenlandia humidia ingår i släktet Oldenlandia och familjen måreväxter. Inga underarter finns listade i Catalogue of Life.